# Leucauge nigrocincta
Leucauge nigrocincta är en spindelart som beskrevs av Simon 1903. Leucauge nigrocincta ingår i släktet Leucauge och familjen käkspindlar. Inga underarter finns listade i Catalogue of Life.